# Pic Vladimir Poutine
Le pic Vladimir Poutine (Kirghize : Владимир Путин атындагы чоку ; russe : Пик Владимира Путина) est une montagne du massif de montagnes de l'Alataou kirghiz (en) dans le Tian Shan. Il est situé dans la province de Tchouï au Kirghizistan. Il a été nommé le 17 février 2011 en l'honneur du deuxième président de la fédération de Russie Vladimir Poutine, lors d'un renforcement des relations du Kirghizistan avec Moscou ; il était auparavant sans nom.
Lors de l'invasion de l'Ukraine par la Russie depuis 2022, le pic Vladimir Poutine a attiré l'attention médiatique lorsqu'un drapeau ukrainien y a été découvert.